# Velda
Velda es el nombre dado a la hipotética antepasada del pueblo cántabro y del Haplogrupo V de ADN mitocondrial humano (ADNmt). Esta teoría fue acuñada en el libro Las Siete Hijas de Eva de Bryan Sykes. En él, basándose en los estudios de ADN mitocondrial, el autor apunta a que esta "hija de Eva", en teoría, vivió hacia el año 15.000 a. C. en las montañas de Cantabria y su descendencia se extendió hasta el extremo norte de Europa. En la actualidad las mayores concentraciones en al distribución europea de este haplogrupo se dan entre la población cántabra (15%) al norte de la península ibérica pero en especial en el pueblo lapón del extremo norte de Escandinavia: lapones de Suecia (68%), lapones de Finlandia (37%) y lapones de Noruega (33%).

«Hace diecisiete mil años, las llanuras del norte de Europa estaban completamente desiertas; toda la vida animal y humana estaba concentrada en Ucrania, el sur de Francia, Italia y la península Ibérica. Velda, la cuarta de las siete hijas, vivió en el norte de España, en las montañas de Cantabria, a pocos kilómetros de distancia del actual puerto de Santander. (…). En la actualidad, aproximadamente el cinco por ciento de los nativos europeos pertenece al clan de Velda; son más abundantes en Europa occidental que en el este. Muchos de los descendientes de Velda han llegado muy lejos del hogar de su antepasada en las montañas de Cantabria. Un pequeño grupo llegó tan al norte como se puede llegar, hasta la punta misma de Escandinavia, donde forman parte de los actuales saami de Finlandia y el norte de Noruega.»
Bryan Sykes. The Seven Daughters of Eve, 2001